# Peter Baltes

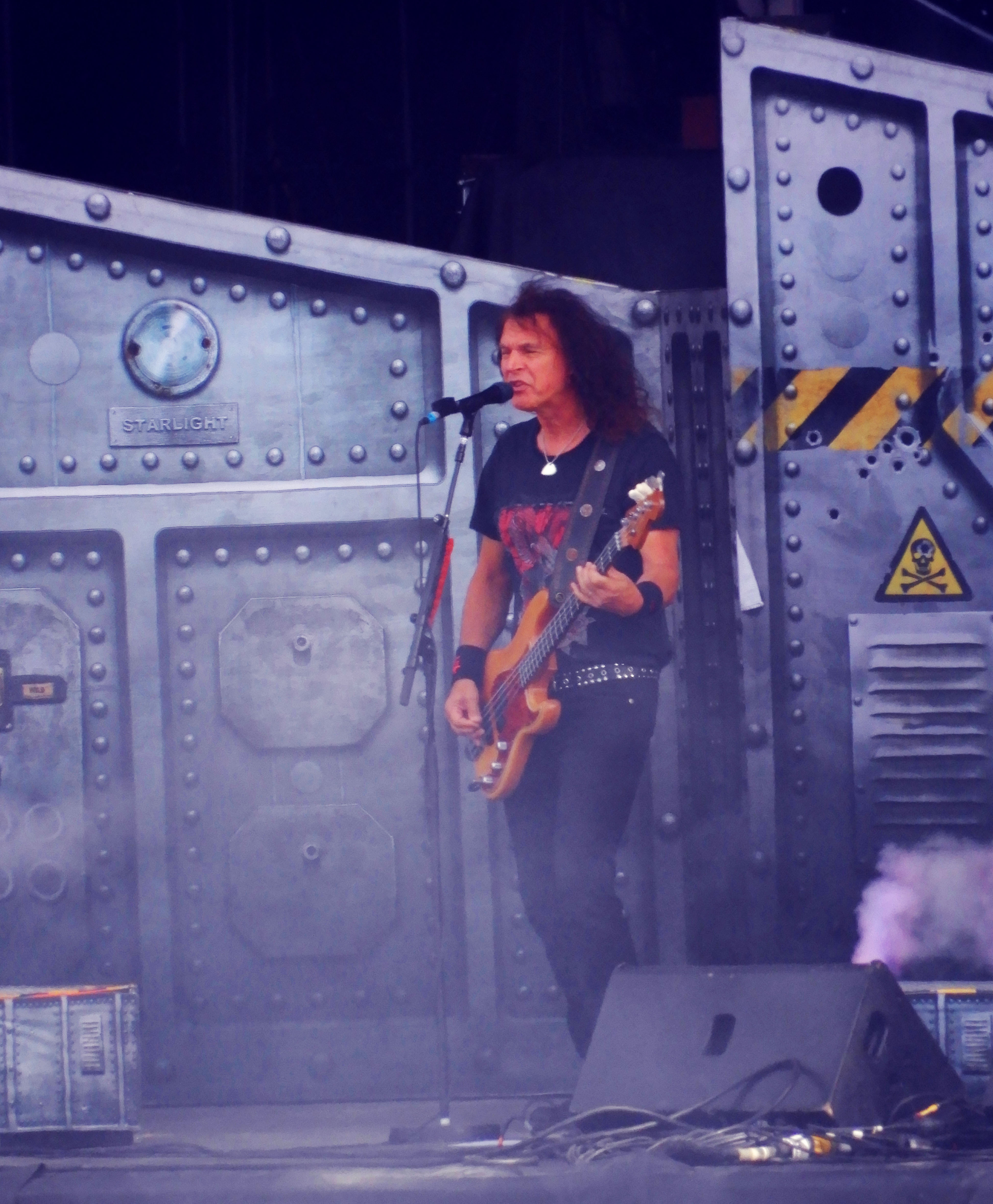
Peter Batles au Hellfest 2018

Peter Baltes est un bassiste allemand, principalement connu pour avoir joué dans le groupe de metal Accept, dès 1977.

## Biographie

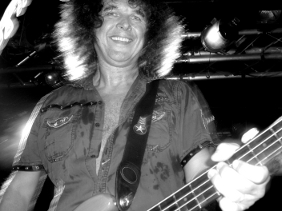

Peter Baltes est né le 4 avril 1958, à Solingen, (Land de Rhénanie-du-Nord-Westphalie), en Allemagne. Il découvre sa passion pour le hard rock en écoutant le groupe Deep Purple. Il se lance assez tôt dans la musique et officie quelque temps dans un groupe nommé Pythagoras, au sein duquel il compose quelques chansons. Il rejoint Accept en 1977 en remplacement de Dieter Rubach, à l'âge de 19 ans. Il est toujours l'actuel bassiste du groupe. Il a participé à l'écriture, l'enregistrement des albums de la discographie d'Accept, ainsi qu'à leurs tournées. Il a également collaboré avec les chanteurs Don Dokken et John Norum. Dans les années 2000, il a été professeur de basse dans une école de musique aux États-Unis. Il a également officié dans un garage band avec ses deux fils, respectivement guitariste et batteur. Il a reformé le groupe Accept en 2009 avec Wolf Hoffmann, après un long hiatus et a participé à l'écriture de quatre albums. 
En novembre 2018, il annonce qu'il quitte le groupe après quatre décennies de participation au sein de ce groupe. En 2019, il collabore avec Mick Mars pour l’enregistrement de l'album solo de ce dernier. En 2020, il se joint au travail collectif de l'orchestre  Das Musikkorps der Bundeswehr (de), le groupe U.D.O. et son ancien comparse d'Accept Stefan Kaufmann pour l'écriture de l'album We are One. À la suite de cette collaboration, il se joint également au projet Dirkschneider and the Old Gang, dans lequel participe les Dirkschneider père et fils, Stefan Kauffmann, l'ancien guitariste d'U.D.O. Mathias Dieth (de) et Manuela Bibert, pour l'enregistrement de l'EP Arise. En 2022, il rejoint le groupe U.D.O. en tant que bassiste remplaçant temporaire du membre Tilen Udrap pour la tournée du groupe, puis titulaire.

## Discographie

### AvecAccept
- 1979 : Accept
- 1980 : I'm a Rebel
- 1981 : Breaker
- 1982 : Restless and Wild
- 1984 : Balls to the Wall
- 1985 : Metal Heart
- 1986 : Russian Roulette
- 1989 : Eat the Heat
- 1993 : Objection Overruled
- 1994 : Death Row
- 1996 : Predator
- 2010 : Blood of the Nations
- 2012 : Stalingrad
- 2014 : Blind Rage
- 2017 : The Rise of Chaos

### AvecDon Dokken
- 1990 : Up from the Ashes

### AvecJohn Norum
- 1992 : Face The Truth